# Chérifat de La Mecque
968 – 1925
Le chérifat de La Mecque (en arabe : شرافة مكة ) ou émirat de La Mecque est un État, semi-autonome pendant une grande partie de son existence, gouverné par les chérifs de La Mecque. Un chérif est un descendant de Hassan ibn Ali, le petit-fils de Mahomet. Dans les sources occidentales, le prince de La Mecque est connu sous le nom de grand chérif, mais les Arabes ont toujours utilisé l'appellation « émir ».
Le Chérifat existe d'environ 967 à 1925. À partir de 1201, les descendants du chérif Qatada règnent sur La Mecque, Médine et le Hedjaz en succession ininterrompue jusqu'en 1925. À l'origine un émirat chiite zaydi, les chérifs hachémites se convertissent au chaféisme à la fin de la période mamelouke ou au début de la période ottomane,. Leurs cousins Husseinides qui règnent traditionnellement sur Médine professent le chiisme duodécimain. Les chérifs Hachémites à La Mecque et les émirs Husseinides à Médine se convertissent au sunnisme à l'époque mamelouke, cependant, des sources mameloukes et ottomanes font allusion à la poursuite de la sympathie envers les chiites parmi les Hachémites et Husseinites au pouvoir après leur conversion au sunnisme.

## Histoire ancienne
À l'origine, les chérifs du Hedjaz évitent généralement de s'impliquer dans la vie publique. Cette situation change dans la seconde moitié du Xe siècle, avec la montée de la secte des Qarmates. Les Qarmates dirigent des raids tribaux vers l'Irak, la Syrie et une grande partie de l'Arabie, interrompant le flux de pèlerins vers La Mecque. En 930, des pillards Qarmates attaquent La Mecque et volent la pierre noire de la Kaaba, embarrassant gravement le calife abbasside à Bagdad. Abu al-Misk Kafur, un vassal abbasside gouverneur de l'Égypte, persuade les Qarmates de mettre fin à leurs raids et de rendre la pierre noire à La Mecque en échange d'un hommage annuel. Afin d'améliorer la sécurité des pèlerins, il choisit l'un des chérifs du Hedjaz et l'installe comme émir de La Mecque vers 964.
En 1012, l'émir de La Mecque Abu'l-Futuh al-Hasan se déclare calife, mais il est persuadé d'abandonner son titre la même année. Le premier dirigeant Sulayhid conquiert l'ensemble du Yémen en 1062 et se dirige vers le nord pour occuper le Hedjaz. Pendant un certain temps, ils nomment les émirs de La Mecque. Alors que le pouvoir sunnite commence à renaître après 1058, les émirs mecquois maintiennent une position ambiguë entre les Fatimides et les Seldjoukides d'Ispahan. Après que Saladin a renversé les Fatimides en 1171, les Ayyoubides aspirent à établir leur souveraineté sur La Mecque. Leurs disputes dynastiques constantes, cependant, conduisent à une période sans interférences extérieures dans le Hedjaz.
Vers 1200, un chérif du nom de Qatadah ibn Idris prend le pouvoir et est reconnu comme émir par le sultan ayyoubide. Il devient le premier d'une dynastie, les Banu Qatadah, qui tient l'émirat jusqu'à ce qu'il soit conquis et détruit par Abdelaziz ibn Saoud en 1925. Les Mamelouks réussissent à s'emparer du Hedjaz et en font une province régulière de leur empire après 1350. Djeddah devient une base des Mamelouks pour leurs opérations en mer Rouge et dans l'océan Indien, ce qui l'amène à remplacer Yanbu en tant que principal centre de commerce maritime sur la côte du Hedjaz. En jouant les membres de la maison chérifienne les uns contre les autres, les Mamelouks ont réussissent à atteindre un haut degré de contrôle sur le Hedjaz.

## Époque ottomane
Pendant la période ottomane, l'émirat n'est pas héréditaire et doit sa succession à une nomination directe par la Sublime Porte. Un double système de gouvernement existe sur le Hedjaz pendant une grande partie de cette période. L'autorité au pouvoir est partagée entre l'émir, membre de l'ashraf ou descendant de Mahomet, et le wāli ou gouverneur ottoman. Ce système se poursuit jusqu'à la grande révolte arabe de 1916. Hormis les émirs de La Mecque, l'administration ottomane du Hedjaz est d'abord aux mains du gouverneur d'Égypte, puis des gouverneurs de Djeddah. L'Eyalet de Djeddah est ensuite transformé en Villayet du Hedjaz, avec un gouverneur à La Mecque.
Pendant une grande partie du XIXe siècle, l'endroit le plus au nord de l'émirat est Al-'Ula, tandis que la limite sud est généralement Al Lith, et parfois Al Qunfudhah ; à l'est, elle ne s'est jamais étendue plus loin que l'oasis de Khaybar. La Mecque, Médine et Jeddah sont ses plus grandes villes. Une partie de la population de ces villes est composée de musulmans non arabes, notamment des Boukharis, des Javanais, des Indiens, des Afghans et des Asiatiques centraux.

### Période moderne
La région du Hedjaz était autrefois sous le sultanat mamelouk jusqu'à sa défaite et sa prise en charge par les Ottomans en 1517. La même année, le chérif Barakat de La Mecque reconnaît le sultan ottoman comme calife. Lorsque les chérifs acceptent la souveraineté ottomane, le sultan les confirme dans leur position de dirigeants du Hedjaz.
En 1630, une inondation balaie La Mecque, détruisant presque complètement la Kaaba. Elle est restaurée en 1636. En 1680, environ 100 personnes se noient dans une autre inondation à La Mecque.
Initialement, les Ottomans administrent le Hedjaz sous l'Eyalet d'Égypte. Les émirs sont nommés par le sultan en tenant compte du choix des chérifs, ainsi que des avis des walis d'Égypte, de Damas et de Djeddah (après sa création), ainsi que de celui du cadi de La Mecque. L'émir de La Mecque est toujours issu du clan hachémite de la famille de Mahomet.

### Invasion saoudienne et contrôle égyptien
Les Saoudiens commencent à être une menace pour le Hedjaz à partir des années 1750. Souscrivant au credo salafiste-wahhabite, l'establishment religieux des Saoudiens se développe en tant que mouvement religieux à Dira'iyya dans le Nejd en 1744-1745. Leur doctrine trouve peu de sympathisants dans le Hedjaz, et le mufti de La Mecque les déclare hérétiques. Ils prennent les deux villes saintes en 1801.  En 1803, les Wahhabites, dirigés par Abdul-Aziz Al Saud, attaquent La Mecque. Le chérif Ghalib s'enfuit à Djeddah, qui est assiégée peu de temps après. Le chérif Ghalib est renvoyé à La Mecque en tant que vassal saoudien.
Les Ottomans ne tardent pas à réagir et Tosun Pacha dirige une armée contre les Wahabbites en 1811 et occupe Médine en 1812 et La Mecque en 1813. Après sa mort, Ibrahim Pacha, qui a accompagné la visite personnelle de Mehmed Ali au Hedjaz en 1814, prend le relais après un succès à la traîne avec une résistance saoudienne répétée et réussit à repousser les Wahhabites dans le Nejd. Sur les nouvelles de la victoire, Mahmud II nomme Ibrahim Pacha gouverneur de Djeddah et Habesh. Il est le dirigeant nominal du Hedjaz au nom des Ottomans de 1811 à 1840. Les wahhabites sont évincés du Hedjaz en 1818, lorsque Mehmed Ali Pacha, alors gouverneur de l'Égypte, remporte la victoire finale. Le Hedjaz tombe alors sous sa domination. La Convention de Londres de 1840 force Mehmed Ali à se retirer du Hejaz.

### Vilayet du Hedjaz

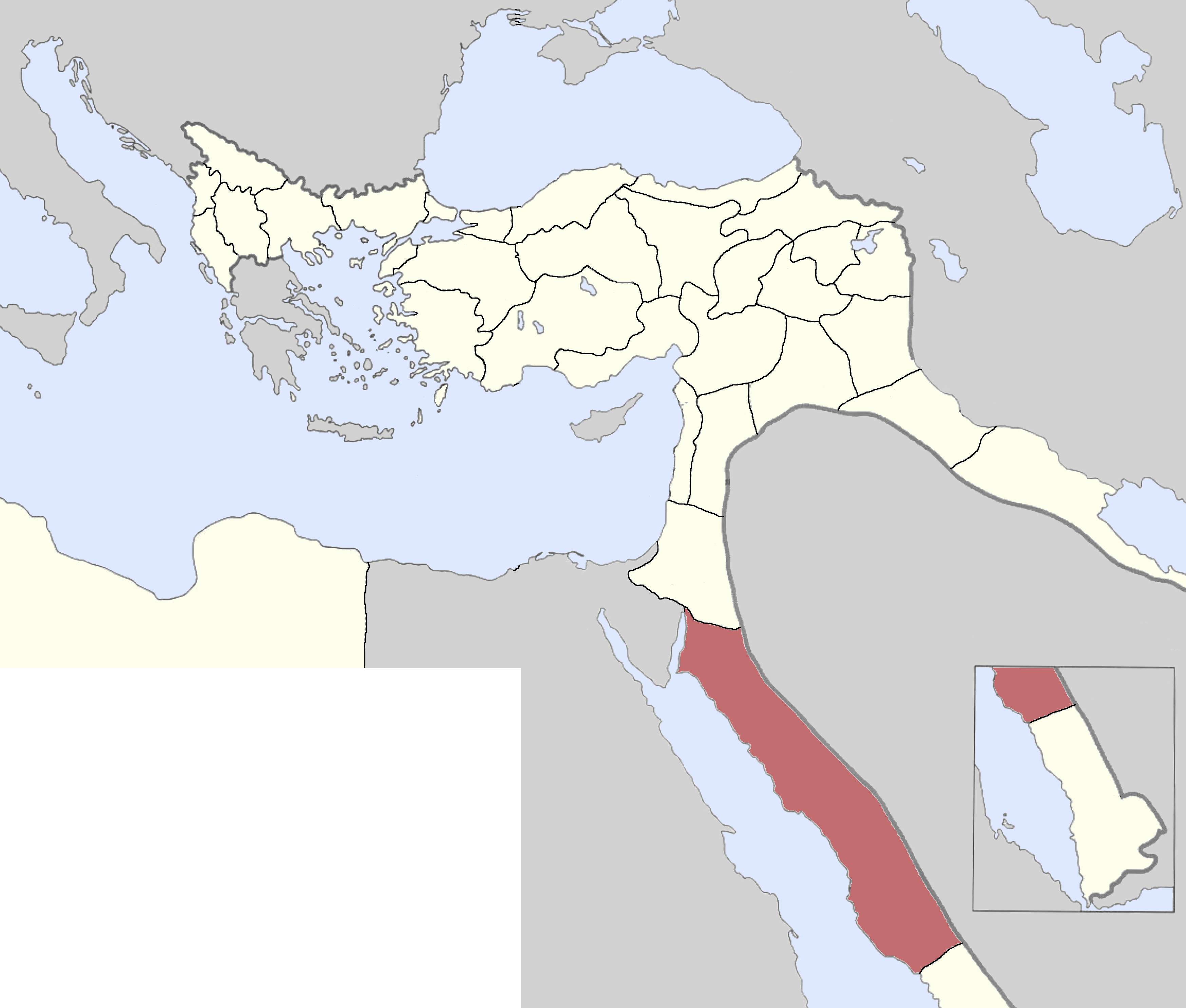
Après 1872, le Chérifat coïncide avec le Vilayet du Hedjaz

Après la restauration du Hejaz aux Ottomans, l'administration provinciale est restructurée et organisée sous le nom de vilayet du Hedjaz. Cela conduit à la création de deux organes politiques et administratifs parallèles : l'émirat et le vilayet. Après que le gouverneur a commencé à résider à La Mecque, le vilayet a en quelque sorte pris l'émirat dans sa juridiction, conduisant à une situation de double gouvernement.
La réforme prévoit la perte de la quasi-autonomie de l'émir, entraînant un conflit entre l'émir et le wali qui dure le reste du XIXe siècle. Même alors, l'émir de La Mecque n'est pas relégué à un poste où il serait subordonné au wali. Les émirs de La Mecque continuent à avoir leur mot à dire dans l'administration du Hedjaz aux côtés des gouverneurs. Les deux ont une coexistence parallèle difficile : tout en régnant sur la même géographie, ils se partagent l'autorité de manière complexe, conduisant à une négociation, un conflit ou une coopération continus entre eux.

## Royaume du Hedjaz

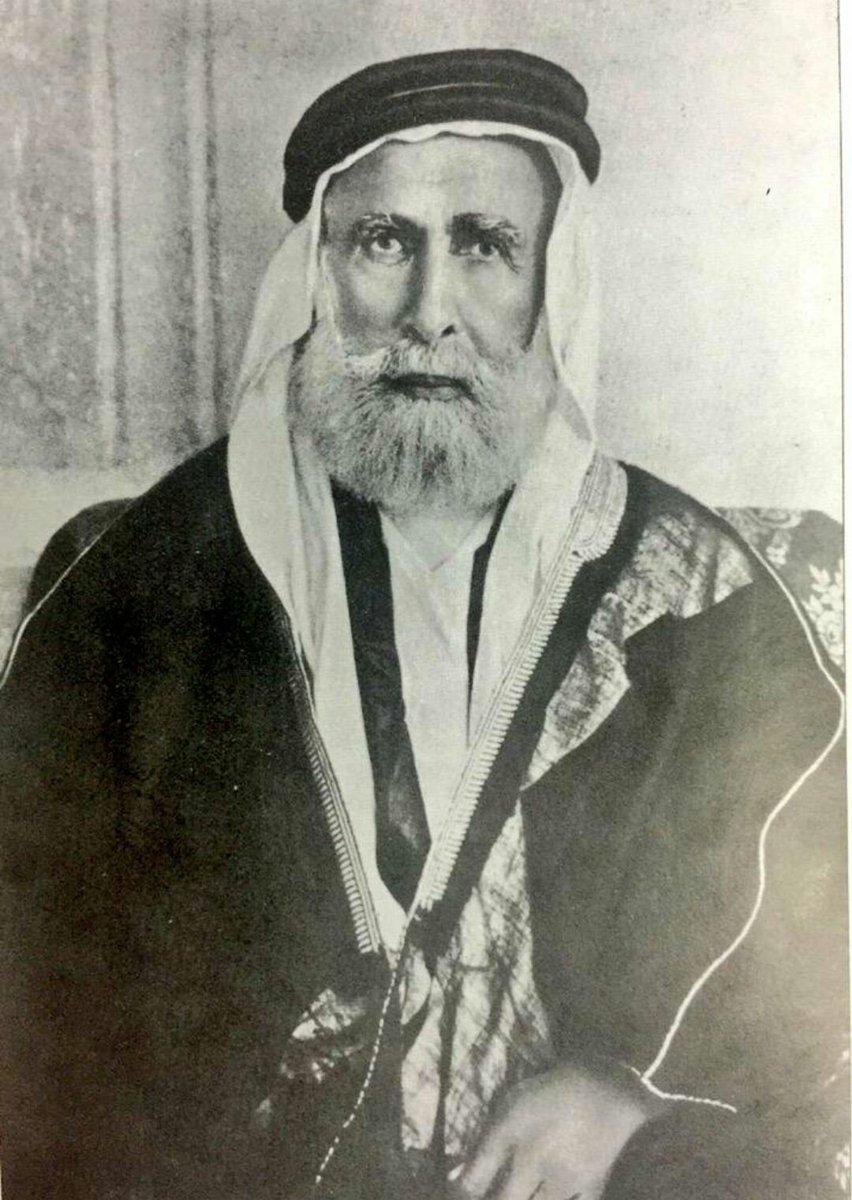
Hussein bin Ali, le chérif et émir de La Mecque de 1908 à 1924, roi du Hedjaz de 1916 à 1924 et calife de 1924 à sa mort

Hussein ben Ali, le chérif et émir de La Mecque à partir de 1908, devient roi du Hedjaz après avoir proclamé la grande révolte arabe contre l'Empire ottoman et continue à occuper les deux fonctions de chérif et de roi de 1916 à 1924. À partir de 1924, il est également calife ; c'est un descendant direct de Mahomet à la 37e génération, car il appartient à la famille hachémite. En 1908, au lendemain de la révolution des Jeunes Turcs, il est nommé émir de La Mecque par le sultan ottoman Abdülhamid II.
En 1916, avec la promesse du soutien britannique à l'indépendance arabe, il proclame la grande révolte arabe contre l'Empire ottoman, accusant le Comité union et progrès de violer les principes de l'Islam et de limiter le pouvoir du sultan-calife. Peu de temps après le déclenchement de la révolte, Hussein est déclaré "Roi des pays arabes". Cependant, ses aspirations panarabes ne sont pas acceptées par les Alliés, qui ne le reconnaissent que comme roi du Hedjaz et le trahissent. Le royaume du Hedjaz est proclamé royaume souverain indépendant en juin 1916 pendant la Première Guerre mondiale, pour être indépendant de l'Empire ottoman, sur la base d'une alliance avec l'Empire britannique pour chasser l'armée ottomane de la péninsule arabique pendant la grande révolte arabe.
Au lendemain de la Première Guerre mondiale, Hussein refuse de ratifier le traité de Versailles, pour protester contre la Déclaration Balfour et l'établissement des mandats  britannique et français en Syrie, en Irak et en Palestine. Il refuse plus tard de signer le traité anglo-hachémite pour les mêmes raisons et se prive ainsi du soutien britannique lorsque son royaume est attaqué par Ibn Saud. Après l'invasion du royaume du Hejaz par les armées Al Saoud - Wahhabi des Ikhwan, le 23 décembre 1925, Ali ben Hussein se rend aux Saoudiens, mettant fin à la fois au royaume du Hejaz et au Chérifat de La Mecque, que les Saoudiens détruisent dès qu'ils prennent la cité.

## Liste des chérifs
Liste partielle de Sharif de La Mecque :
- Muhammad Abu'l-Ja'far al-Thalab (967–980)
- Isa ibn Ja'far (976/977–994)
- Abu'l-Futuh al-Hasan ibn Ja'far (994–1010)
- Shukr al-Din (1010–1012)
- Abu Tayeb Daoud bin Abdul Rahman (1012-1039)
- Muhammad ibn Abdul Rahman (1039-1048)
- Hamzah ibn Wahas (1058-1062)
- Abu Hashim Muhammad ibn Ja'far (1063 –1094)
- Qasim ibn Abi Hashim (1094 – 1123/24)
- Fulaytah ibn Qasim (1123/24 – Jun/Jul 1133)
- Hashim ibn Fulaytah (1133–1155)
- Qasim ibn Hashim (1155–1161)
- Isa ibn Fulaytah (1161 – Aug/Sep 1162)
- Qasim ibn Hashim (Aug/Sep 1162)
- Isa ibn Fulaytah (Aug/Sep 1162 – c. 30 Sep 1170)
- Malik ibn Fulaytah (? – ?)
- Isa ibn Fulaytah (c. 30 Sep 1170 – c. 5 March 1175)
- Da'ud ibn Isa (c. 5 Mar 1175 – c. 5 Feb 1176)
- Mukaththir ibn Isa (c. 5 Feb 1176 – c. 3 Jul 1176)
- Da'ud ibn Isa (Jul 1176 – 1176/77)
- Mukaththir ibn Isa (1176/77 – ?)
- Da'ud ibn Isa (? – 1191/92)
- Mukaththir ibn Isa (1191/92 – 1201)
- Qatada ibn Idris al-Alawi al-Hasani (1201–1220)
- Ibn Qatada al-Hashimi (1220–1241)
- al-Hassan abu'l-Sa'd (1241–1254)
- Muhammed Abu'l-Nubaj (1254–1301)
- Rumaitha Abu'l-Rada (1301–1346)
- Aljan Abu'l-Sarjah (1346–1375)
- Vacance
- al-Hassan II (1394–1425)
- Barakat I (1425–1455)
- Malik al-Adil Muhammad (III) ibn Barakat (1455–1497)
- Barakat (II) ibn Muhammad (1497–1525)
- Muhammad Abu Numay (II) Nazim al-Din (1525–1583)
- Al-Hasan (III) ibn Muhammad Abu Numay (1583–1601)
- Idris (II) Abu 'Aun ibn Hasan (1601–1610)
- Muhsin (I) ibn Hussein (1610–1628)
- Ahmad ibn Abu Talib al-Hasan (1628–1629)
- Masud (I) ibn Idris (1629–1630)
- Abdullah (I) ibn Hasan (1630–1631)
- Zeid ibn Muhsin (1631–1666)
- Gouvernement conjoint de Saïd ibn Zayd (1666–1672); Ahmad ibn Zeid (1669–1671); Muhsin ibn Ahmad (1667–1668); Hamud ibn Abdullah ibn Hasan (1670)
- Barakat (III) ibn Muhammad (1672–1682)
- Ibrahim ibn Muhammad (1682)
- Said (I) ibn Barakat (1682–1683)
- Ahmad ibn Zeid (1684–1688)
- Gouvernement conjoint d'Ahmad ibn Ghalib (1688–1690) et de Muhsin ibn Ahmad (1689–1690)
- Muhsin (II) ibn Hussein (1690–1691)
- Said (II) ibn Saad (1691–1694)
- Saad ibn Zeid (1693–1694)
- Abdullah (II) ibn Hashim (1694)
- Saad ibn Zeid (1694–1702)
- Said (II) ibn Saad (1702–1704)
- Abdul Muhsin ibn Ahmad (1704)
- Abdul Karim ibn Muhammad (1704–1705)
- Said (II) ibn Saad (1705)
- Abdul Karim ibn Muhammad (1705–1711)
- Said (II) ibn Saad (1711–1717)
- Abdullah (III) ibn Said (1717–1718)
- Ali ibn Said (1718)
- Yahya (I) ibn Barakat (1718–1719)
- Mubarak ibn Ahmad (1720–1722)
- Barakat ibn Yahya (1722–1723)
- Mubarak ibn Ahmad (1723–1724)
- Abdullah (III) ibn Said (1724–1731)
- Muhammad ibn Abdullah (1731–1732)
- Masud ibn Said (1732–1733)
- Muhammad ibn Abdullah (1733–1734)
- Masud ibn Said (1734–1752)
- Masaad ibn Said (II) (1752–1759)
- Jaafar ibn Said (1759–1760)
- Masaad ibn Said (II) (1760–1770)
- Ahmad ibn Said (1770)
- Abdullah (IV) ibn Hussein (1770–1773)
- Surur ibn Masaad (1773–1788)
- Abdul Muin ibn Masaad (1788)
- Ghalib ibn Masaad (1788–1803)
- Yahya (II) ibn Surur (1803–1813)
- Ghalib ibn Masaad (1813–1827)
- Abdul Mutalib ibn Ghalib (1827)
- Muhammad ibn Abdul Muin (1827–1836)
- Vacance due à l'ascension du Second État saoudien
- Muhammad ibn Abdul Muin (1840–1851)
- Abdul Mutalib ibn Ghalib (1851–1856)
- Muhammad ibn Abdul Muin (1856–1858)
- Abdullah Kamil Pasha ibn Muhammad (1858–1877)
- Hussein ibn Muhammad (1877–1880)
- Abdul Mutalib ibn Ghalib (1880–1882)
- Aun ar-Rafiq Pasha ibn Muhammad (1882–1905)
- Ali Pasha ibn Abdullah (1905–1908)
- Hussein ben Ali (1908–1924)
- Ali Haidar Pasha (1916 - usurpateur)
- Ali ben Hussein (1924-1925)